# Lubiesz (powiat Wałecki)
Lubiesz (Duits: Lubsdorf) is een dorp in de Poolse woiwodschap West-Pommeren. De plaats maakt deel uit van de gemeente Tuczno.